# Progarypus nigrimanus
Espèce
Progarypus nigrimanus est une espèce de pseudoscorpions de la famille des Hesperolpiidae.

## Distribution
Cette espèce est endémique de l'État de São Paulo au Brésil. Elle se rencontre dans la grotte Caverna Santana à Iporanga.

## Publication originale
- Mahnert, 2001 : Cave-dwelling pseudoscorpions (Arachnida, Pseudoscorpiones) from Brazil. Revue Suisse de Zoologie, vol. 108, no 1, p. 95-148 (texte intégral).